# Hadrammeh Sidibeh
Hadrammeh M. Sidibeh (* 29. April 1957) ist ein Geschäftsmann und Politiker im westafrikanischen Staat Gambia. Von Juni 2018 bis September 2020 war er Jugend- und Sportminister im Kabinett Adama Barrow I.

## Leben
Hadrammeh Sidibeh besuchte von 1971 bis 1976 die Gambia High School, das Emile Woolf College in Großbritannien besuchte er von 1995 bis 1997.
Als Buchhalter arbeitete er von Mai 1998 bis Juli 2000 bei der Gambia High School und anschließend von August 2000 bis Juli 2009 beim SOS-Kinderdorf. Von 2009 bis Juli 2014 war er Buchhalter bei The Association of Non-Governmental Organizations in the Gambia (TANGO). Anschließend von August 2014 bis November 2016 war er der Hauptbuchhalter der Universität von Gambia, danach Finanzdirektor der Universität.
Bei einer größeren Kabinettsumbildung am 29. Juni 2018 wurde er im Kabinett Adama Barrow I als Minister für Jugend und Sport (englisch Minister of Youth and Sports), als Nachfolger von Henry Gomez, berufen. Sidibeh gehört der United Democratic Party (UDP) an.
Sidibeh wurde am 30. September 2020 aus dem Kabinett entlassen. Anschließend wurde er zum Botschafter Gambias in Senegal, Mali und Burkina Faso ernannt. Am 4. März überreichte er sein Akkreditierungsschreiben an den senegalesischen Präsidenten Macky Sall.